# Юшанское
Юшанское — село в Майнском районе Ульяновской области. Входит в состав Тагайского сельского поселения.

## География
Располагается в 45 км от областного центра Ульяновска, на реке Юшанка при впадении в реку Сельдь.

## История
Село основано в 1648 году, как городок Юшанск на Симбирской черте. Первыми переселенцами были 100 конных казак из большого села Фёдоровское Казанского уезда и 40 пеших стрельцов из городка Царевосанчурска (ныне Санчурск). Крепость была построена квадратом по 26 сажень с двумя проезжими башнями.
В 1654 году была построена первая церковь во имя Воздвижения животворящего креста Господня.
В 1670 году во время Крестьянской войны 1670—1671 жители городка присоединились к атаману М. Харитонову.
В 1708 году при уничтожении управления Симбирской чертой и при делении государства на губернии, городок Юшанск переименован в пригород, вошёл в состав Симбирского уезда Казанской губернии, а ратные люди были переведены на охрану Азов, оставшиеся — переименованы в пахотные солдаты.
В 1780 году пригород Юшанск вошёл в состав Симбирского уезда Симбирского наместничества.
В 1796 году — в Симбирском уезде Симбирской губернии.
В 1859 году село Юшанск (Юшанское) во 2-м стане Симбирского уезда Симбирской губернии.
В 1861 году село вошло в Тетюшскою волость, открылась школа, с её осмотром дважды приезжал И. Н. Ульянов — 12 февраля 1872 году и 13 ноября 1873 году. С его помощью в 1875 году была построена новая школа.
В 1893 году в пригороде Юшанск была возведена новая деревянная церковь в честь Воздвижения животворящего Креста Господня.
В 1918 году был создан Юшанский сельский Совет, куда вошли: с. Юшанское, д. Ольгино, пос. Чилим.
В 1924 году село входило в Юшанский с/с Тетюшскую волость Ульяновский уезд Ульяновской губернии.
В 1928 году образовано машинное товарищество «Трофим».
С 1928 по 1956 года село входило в состав Тагайского района.
С 1943 года — в Ульяновской области.
С 1956 года в составе Майнского района.
В 2005 году село вошло в состав Тагайское сельское поселение.

## Население
| Год  | Число дворов | Число жителей  | Примечания                                  |
| ---- | ------------ | -------------- | ------------------------------------------- |
| 1648 |              | 140            | 100 — конных казаков, 40 — пеших стрельцов. |
| 1661 |              | 359            |                                             |
| 1780 |              | 115            | Пахотные солдаты                            |
| 1798 | 56           | 317            |                                             |
| 1859 | 76           | 756            | Удельные крестьяне                          |
| 1865 | 76           | 343 (рев. душ) |                                             |
| 1898 | 164          | 1122           |                                             |
| 1900 | 163          | 913            |                                             |
| 1913 | 160          | 1120           |                                             |
| 1924 | 215          | 1204           | Школа 1-й ступени.                          |
| 2010 |              | 99             |                                             |

## Достопримечательности
- Дом жилой зажиточного крестьянина (кон. XIX в.) (Распоряжение Главы администрации Ульяновской области от 01.01.2001 г.)[15];

ПАМЯТНИКИ АРХЕОЛОГИИ:
- оборонительная черта (засека) с остатками городков «Тагай», «Юшанское» (От границы Ульяновского района, через с. Уржумское к с. Тагай, (протяженность 7 км) (Распоряжение Главы администрации Ульяновской области от 10.09.1997 г., Распоряжение Главы администрации Ульяновской области от 1.01.2001 г.)[15];
- Городище «Юшанское» (Юго-зап. окраина с. Юшанское), (Распоряжение Главы администрации Ульяновской области от 01.01.2001 г.)[15];
- Курганная группа «Юшанское-1» (6 насыпей) 2-я пол II тыс. до н. э., (2,5 км к юго-зап. от с. Юшанское, лев. берег ручья) (Распоряжение Главы администрации Ульяновской области от 01.01.2001 г.)[15];
- Курганная группа «Юшанское-2» (3 насыпей) 2-я пол II тыс. до н. э., (520 м к югу от с. Юшанское, 400 м к зап. от шоссе Вырыпаевка-Юшанское) (Распоряжение Главы администрации Ульяновской области от 01.01.2001 г.)[15];
- Курганная группа «Юшанское-3» 2-я пол II тыс. до н. э., (2,5 км к юго-вост. от с. Юшанское, 180 м к вост. от шоссе Юшанское-Выры) (Распоряжение Главы администрации Ульяновской области от 01.01.2001 г.)[15];